# I LUV
I LUV（韓語：아이러브），是韓國WKS ENE於2019年推出的五人女子組合，成員包括Seoyun、Dahyeon、Mari、Choesang及Gahyeon。由於Seoyun是EXO金鍾大的表妹，因此出道時受到關注。

## 外部連結
- YouTube上的I LUV頻道